# Bajikalin-beta-D-glukuronidaza
Baikalin-beta--glukuronidaza (EC 3.2.1.167, bajikalinaza) je enzim sa sistematskim imenom 5,6,7-trihidroksiflavon-7-O-beta-D-glukupiranoziduronatna glukuronazilhidrolaza. Ovaj enzim katalizuje sledeću hemijsku reakciju
bajikalin + H2O {\displaystyle \rightleftharpoons } bajikalein + D-glukuronat
Ovaj enzim takođe u manjoj meri hidrolizuje vogonin 7-O-beta--glukuronid i oroksilin 7-O-beta--glukuronid.

## Literatura
- Nicholas C. Price; Lewis Stevens (1999). Fundamentals of Enzymology: The Cell and Molecular Biology of Catalytic Proteins (Third изд.). USA: Oxford University Press. ISBN 019850229X.
- Eric J. Toone (2006). Advances in Enzymology and Related Areas of Molecular Biology, Protein Evolution (Volume 75 изд.). Wiley-Interscience. ISBN 0471205036.
- Branden C; Tooze J. Introduction to Protein Structure. New York, NY: Garland Publishing. ISBN 0-8153-2305-0.
- Irwin H. Segel. Enzyme Kinetics: Behavior and Analysis of Rapid Equilibrium and Steady-State Enzyme Systems (Book 44 изд.). Wiley Classics Library. ISBN 0471303097.

## Spoljašnje veze
- Baicalin-beta-D-glucuronidase на 